# 青い花 (文芸誌)
『青い花』（あおいはな）は、1934年（昭和9年）12月に太宰治と今官一が中心となって創刊した文芸同人誌。誌名は太宰の案による。

## 概要
同人は、岩田九一、伊馬鵜平、斧稜、太宰治、檀一雄、津村信夫、中原中也、太田克己、久保隆一郎、安原喜弘、小山祐士、今官一、北村謙次郎、木山捷平、雪山俊之、宮川義逸、森敦の18人。
この同人誌は寄合所帯であり、太宰と檀の身勝手な狂乱によって同人はバラバラの状態となり、続刊されることはなく創刊号（1号）で廃刊となった。その後、メンバーの大半は「日本浪曼派」に吸収された。しかし、森敦は、日本浪曼派へは参加せず、放浪生活に入った。

## 創刊号
編輯兼発行人は「今官一」、発行所は「青い花編輯所」。発行日は1934年（昭和9年）12月1日。
創刊号の収録作品は下記の通り。
- 太宰治『ロマネスク』（5-27頁）
- 津村信夫『信濃ところどころ』（28-31頁）
- 中原中也『近刊詩集『山羊の歌』より』（32-35頁）
- 雪山俊之『ナポレオンとラスコリニコフ』（36-43頁）
- 青い花・同人
  - 斧稜『あをければ』（44-45頁）
  - 北村謙次郎『われ失ふ』（46-47頁）
  - 久保隆一郎『Van Gogh の画に』（48頁）
  - 青井はな[注釈 1]『かくれんぼ』（49頁）
  - 伊馬鵜平『広告』（50-51頁）
- 檀一雄『詩譜』（52-54頁）
- 山岸外史『一枚の絵葉書』（55-58頁）
- 今官一『三つの祈り』（59-63頁）
- 木山捷平『青い花の感想』（64-65頁）

## 書誌情報
- 『青い花』青い花編輯所、1934年12月。 NCID AA12865606。